# Liste der Kulturdenkmale in Bösleben-Wüllersleben
Die Liste der Kulturdenkmale in Bösleben-Wüllersleben enthält die Kulturdenkmale auf dem Gebiet der Gemeinde Bösleben-Wüllersleben im thüringischen Ilm-Kreis (Stand: September 2020). Die folgenden Angaben ersetzen nicht die rechtsverbindliche Auskunft der Denkmalschutzbehörde.

## Legende
- Bild: zeigt ein Bild des Kulturdenkmals und gegebenenfalls einen Link zu weiteren Fotos des Kulturdenkmals im Medienarchiv Wikimedia Commons
- Bezeichnung: Name, Bezeichnung oder die Art des Kulturdenkmals
- Lage: Wenn vorhanden Straßenname und Hausnummer des Kulturdenkmals; Grundsortierung der Liste erfolgt nach dieser Adresse. Der Link Karte führt zu verschiedenen Kartendarstellungen und nennt die Koordinaten des Kulturdenkmals.
 Kartenansicht, um Koordinaten zu setzen – in dieser Kartenansicht sind Kulturdenkmale ohne Koordinaten mit einem roten bzw. orangen Marker dargestellt und können in der Karte gesetzt werden. Kulturdenkmale ohne Bild sind mit einem blauen bzw. roten Marker gekennzeichnet, Kulturdenkmale mit Bild mit einem grünen bzw. orangen Marker.
- Datierung: gibt das Jahr der Fertigstellung beziehungsweise das Datum der Erstnennung oder den Zeitraum der Errichtung an
- Beschreibung: bauliche und geschichtliche Einzelheiten des Kulturdenkmals, vorzugsweise die Denkmaleigenschaften
- ID: Die ID identifiziert das Kulturdenkmal eindeutig. In Thüringen sind aktuell keine IDs veröffentlicht. In der ID-Spalte kann sich auch folgendes Icon  befinden, dies führt zu Angaben zu diesem Kulturdenkmal bei Wikidata.

| Bild                                    | Bezeichnung                                         | Lage                                               | Datierung | Beschreibung           | ID |
| --------------------------------------- | --------------------------------------------------- | -------------------------------------------------- | --------- | ---------------------- | -- |
| Direkt Bild zu diesem Denkmal hochladen | Waidstein                                           | Bösleben, An der Schenke                           |           |                        |    |
| weitere Bilder Fotos hochladen          | Wohnhaus & Nebengebäude                             | Bösleben, Erfurter Straße 2 (Karte)                |           | ehem. Pfarrei          |    |
| weitere Bilder Fotos hochladen          | Kirchturm                                           | Bösleben (Karte)                                   |           |                        |    |
| BW                                      | Wohnhaus, Gehöft                                    | Bösleben, Erfurter Straße 67 (Karte)               |           |                        |    |
| Direkt Bild zu diesem Denkmal hochladen | Grabanlage                                          | Bösleben, Leipziger Str., Zugang über Privatweg    |           | Grabmal v. Wolzogen    |    |
| Direkt Bild zu diesem Denkmal hochladen | Burgstelle „Wahl“                                   | Bösleben, Ca. 200 m nördlich des Ortes, am Ried    |           |                        |    |
| Direkt Bild zu diesem Denkmal hochladen | Wüstung Kattstedt                                   | Bösleben, Ca. 1,2 km nördlich des Ortes            |           | Bodendenkmal           |    |
| Direkt Bild zu diesem Denkmal hochladen | Gehöfte der Gasse                                   | Wüllersleben, Gasse südlich der Kirche (nr. 14-28) |           |                        |    |
| weitere Bilder Fotos hochladen          | Kirche & Ausstattung & Inventar & Kirchhof          | Wüllersleben, Arnstädter Straße 1 (Karte)          |           |                        |    |
| Direkt Bild zu diesem Denkmal hochladen | Friedhofshalle                                      | Wüllersleben, Witzlebener Straße                   |           |                        |    |
| weitere Bilder Fotos hochladen          | Gehöft                                              | Wüllersleben, Arnstädter Straße 29 (Karte)         |           |                        |    |
| weitere Bilder Fotos hochladen          | Gehöft                                              | Wüllersleben, Arnstädter Straße 44 (Karte)         |           |                        |    |
| weitere Bilder Fotos hochladen          | Gehöft                                              | Wüllersleben, Arnstädter Straße 45 (Karte)         |           |                        |    |
| BW                                      | Wohnhaus                                            | Wüllersleben, Schilling 49 (Karte)                 |           |                        |    |
| BW                                      | Wohnhaus                                            | Wüllersleben, Schilling 55 (Karte)                 |           |                        |    |
| BW                                      | Wohnhaus                                            | Wüllersleben, Schilling 60 (Karte)                 |           |                        |    |
| Direkt Bild zu diesem Denkmal hochladen | Hochbehälter des Wasserwerks mit Turmbau und Treppe | Wüllersleben, Stadtilmer Straße                    |           |                        |    |
| BW                                      | Wohnhaus                                            | Wüllersleben, Stadtilmer Straße 5 (Karte)          |           | abgerissen; gestrichen |    |
| BW                                      | Gehöft                                              | Wüllersleben, Stadtilmer Straße 6 (Karte)          |           |                        |    |
| Direkt Bild zu diesem Denkmal hochladen | Wüstung „Walschleben“                               | Wüllersleben, Ca. 1,3 km südlich des Ortes         |           | Bodendenkmal           |    |
| Direkt Bild zu diesem Denkmal hochladen | Siedlungsstelle „Denkmal“                           | Wüllersleben, Ca. 1,3 km südlich von               |           | Bodendenkmal           |    |
| Direkt Bild zu diesem Denkmal hochladen | Burghügel                                           | Wüllersleben, Ca. 250 m westlich der Kirche        |           | Bodendenkmal           |    |